# Le Perthus
Le Perthus, in het Catalaans El Pertús, is een gemeente in het Franse departement Pyrénées-Orientales (regio Occitanie). De plaats maakt deel uit van het arrondissement Céret. Le Perthus telde op 1 januari 2022 565 inwoners.
Zowel onder de lokale bevolking als onder de toeristen is het stadje aan de grens van Spanje erg in trek.

## Geografie
De oppervlakte van Le Perthus bedroeg op 1 januari 2022 4,27 vierkante kilometer; de bevolkingsdichtheid was toen 132,3 inwoners per km². Le Perthus ligt in Vallespir en grenst aan de Spaanse gemeente La Jonquera.

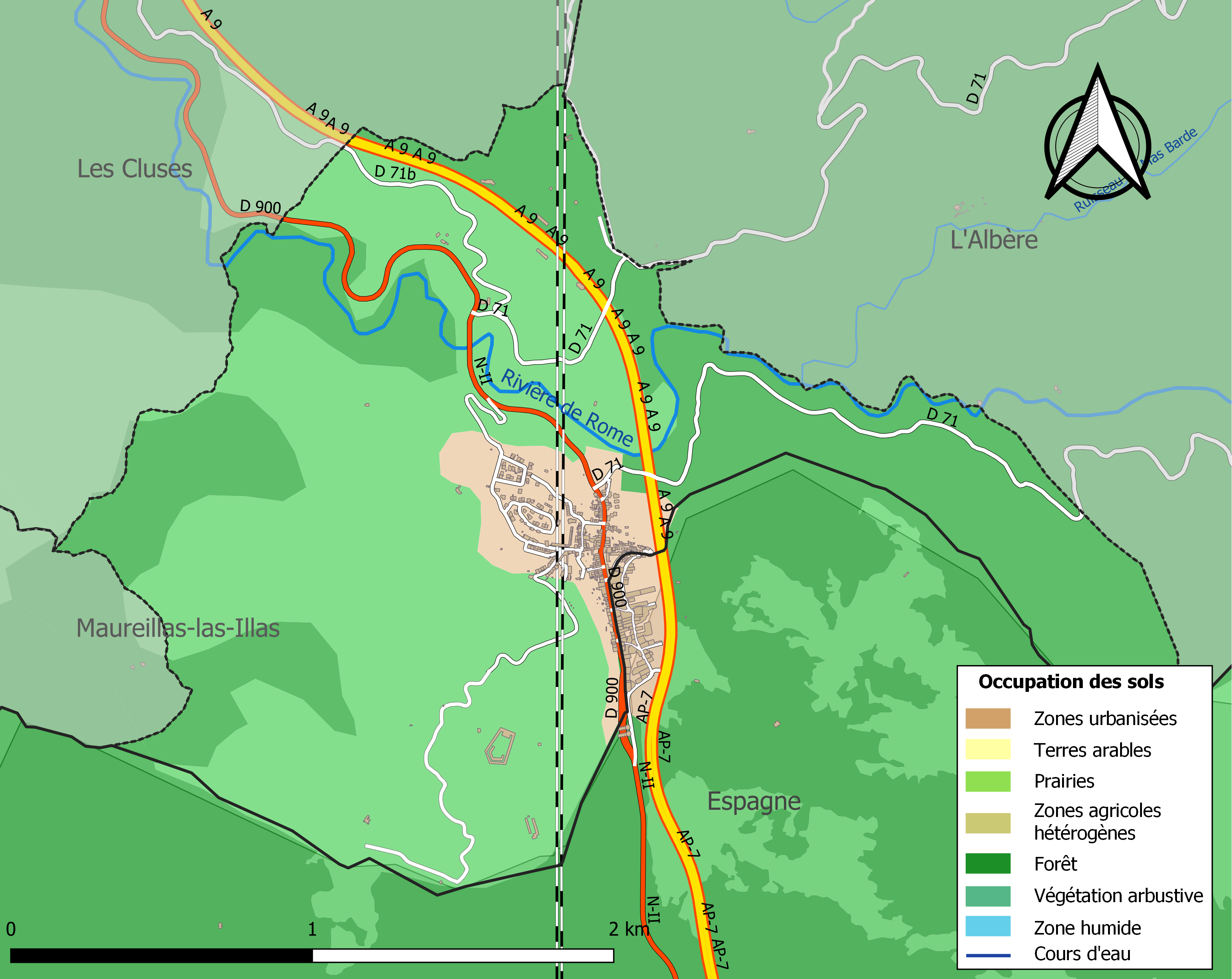
Kaart van de gemeente met de belangrijkste infrastructuur, bodemgebruik en omliggende gemeenten

## Geschiedenis
Le Perthus ligt met een hoogte van 290m op de laagstgelegen bergpas in de oostelijke Pyreneeën op de grens tussen Spanje (Catalonië) en Frankrijk. Op deze plaats trok de generaal uit Carthago Hannibal met zijn olifanten de bergen door op zijn veldtocht naar Italië. Na de Vrede van de Pyreneeën in 1659 werd het Catalaanse dorp door Frankrijk geannexeerd.

## Demografie
Onderstaande figuur toont het verloop van het inwonertal (bron: INSEE-tellingen).